# Ett resande teatersällskap (1972)
Ett resande teatersällskap är en svensk TV-serie från 1972, visad i repris 1977 och 1989. Serien regisserades av Bernt Callenbo.

## Om serien
Repliken "Fan skall vara teaterdirektör!" härstammar från lustspelet Ett resande teatersällskap som serien baserar sig på, skriven av August Blanche 1848. Även episoder ur Frans Hedbergs Fyra år vid landsorts-theatern (1858) och Johan Peter Törnqvists Teaterlif (1873) har använts i handlingen.

## Handling
Serien handlar om Viktor Ekström som får sparken från den tidning han arbetat på sedan han smugit in ett par egenförfattade ironiska texter utan redaktörens vetskap. Uppmuntrad av sin vän Vilhelm söker han sig till Sjövalls landsortsteater, ett resande teatersällskap, där han antas som sujett och långsamt får arbeta sig upp till de stora rollerna. Vi får följa Viktor och teatersällskapets olika upplevelser och äventyr i 1800-talets Sverige.

## Avsnitt
- 1. Teaterdrömmar
- 2. Debuten
- 3. Teaterns underbara värld
- 4. De bräder som föreställer världen
- 5. Hög och sann konstnärlig anda
- 6. Fan må vara teaterdirektör
- 7. En tragedi i Vimmerby
- 8. För Gud och en teaterdirektör är ingenting omöjligt

## I rollerna
- Georg Rydeberg - Alexander Sjövall, teaterdirektör
- Rolf Skoglund - Viktor Ekström
- Karin Kavli - Carolina Grip
- Claes Thelander - Johan Petter Grip
- Gun Robertson - Fanny Munter
- Carl Billquist - Kristoffer Ek
- Tor Isedal - Ölander
- Arne Källerud - Moje Timlund, allt-i-allo på teatern
- Anna Sällström - Josephine Sjövall
- Erik Hammar - Teodor Gråström
- Ingrid Sandgren - Cecilia Duvander
- Rolf Larsson - Vilhelm Berg, Viktors vän

Mindre roller i urval:
- Åke Fridell - redaktör Johansson
- Hans Lindgren - von Lehman, musiker
- Elna Gistedt - Charlotta Svärdfeldt
- Vera Schmiterlöw - änkefrun räntmästarinnan
- Gunilla Ohlsson-Larsson - hennes dotter Malvina
- Lars Lind - tidningsredaktör i Västervik
- Hans Strååt - teaterdirektör John Lilja
- Sture Ericson - borgmästare
- Sif Ruud - Teodors faster
- Bert-Åke Varg - löjtnant
- Gunvor Pontén - generaltulldirektörs fru
- Börje Mellvig - garvare Gråström, Teodors far
- John Harryson - källarmästare i Vimmerby
- Chris Wahlström - hushållerska
- Manne Grünberger - Svalbom, borgmästare
- Curt "Minimal" Åström - tjuv